# Emiliano Zapata (La Huerta)
Emiliano Zapata es una localidad mexicana ubicada en el estado de Jalisco, dentro del municipio de La Huerta. Forma parte del corredor turístico Costalegre.

## Historia

### Contemporánea
Emiliano Zapata es un pueblo fundado aproximadamente en el año 1945 por Hipólito Castañeda, Afren Michel, Felipe Barboza y Jesús Sánchez Navarro.
El 12 de octubre de 2011, durante la madrugada, tocó tierra el Huracán Jova, considerado de categoría 2, con fuertes vientos, ocasionando daños materiales en la región. Durante varios días no hubo servicios de energía eléctrica y comunicaciones, la carretera estuvo obstruida debido a derrames de lodo, piedras y árboles caídos; durante la mañana del martes 12, alrededor de las 8:00 horas, se desbordó el río Cuixmala, inundando gran parte de Francisco Villa y Emiliano Zapata. La inundación duró pocas horas; sin embargo, ocasionó graves pérdidas materiales y daños a las parcelas. Los siguientes días se recibieron diferentes campañas de apoyo, y fueron restablecidos los servicios básicos.
El 23 de octubre de 2015, tocó tierra el Huracán Patricia, considerado como el ciclón tropical más intenso jamás observado en el hemisferio occidental en términos de presión atmosférica, y el más fuerte a nivel global en términos de viento máximo sostenido. Afectó la infraestructura de las comunidades de la zona incluyendo a Emiliano Zapata.

## Geografía

### Localización
Emiliano Zapata se localiza en el Municipio La Huerta, del Estado de Jalisco a una altura de 17 metros sobre el nivel del mar. Sus coordenadas GPS son las siguientes:
Longitud (dec): -104.965278
Latitud (dec): 19.382778

## Economía
Su economía está basada principalmente en el sector servicios, impulsada por el auge turístico de la región.
Gran parte de los habitantes trabajan en los desarrollos turísticos cercanos, como Costa Cuixmala, Careyes y hoteles como Los Angeles Locos y Four Seasons El Tamarindo. Otros laboran en pequeños negocios locales que proveen servicios básicos a la comunidad, como tiendas de abarrotes.
Un porcentaje menor se desempeña como personal de servicio en las lujosas residencias de zonas aledañas como Careyes, Cuixmala y Chamela.
La agricultura y ganadería, aunque en menor escala, también tienen presencia en la economía local. Se cultivan principalmente tomate de cáscara, jitomate, chile jalapeño, papayo, mango, plátano, sandía y pepino.
En conjunto, estas actividades han permitido el progreso de Emiliano Zapata, gracias al aprovechamiento de su ubicación estratégica y los recursos naturales de la región. La combinación del turismo, el comercio local y la producción agropecuaria le da gran dinamismo a la economía del poblado.

## Cultura

### Educación
Existen seis planteles educativos en Emiliano Zapata:
- Jardín de Niños Rosaura Zapata, Educación Preescolar.

- Jardín de Niños Bicentenario de la Independencia de México, Clave 14DJN2201U Educación Preescolar.

- Escuela Primaria Rural Federal "Unión y Progreso", Clave 14DPR0410C.

- Escuela TeleSecundaria "Emiliano Zapata" Clave 14DTV0219V.

- Guardería "CHIC" (Centro de Habilitación Infantil Comunitario)".

### Festividades
El festejo principal en Emiliano Zapata es celebrado en 20 de noviembre en honor al aniversario de la Revolución Mexicana.
El 27 de junio se celebran las fiestas religiosas en honor a Nuestra Señora del Perpetuo Socorro.
Francisco Villa
El día 4 de octubre se celebran las fiestas religiosas en honor a San Francisco de Asís.

### Espacios Culturales
En el año de 2014 se inició la construcción de la Casa de la Cultura, proyecto gestionado por el Municipio de La Huerta Jalisco, este edificio se localiza en la Calle Netzahulcoyotl, frente al Campo de Fútbol de Emiliano Zapata.

## Organización territorial y urbanismo

### Colonias y Barrios
La comunidad de Emiliano Zapata está ordenada territorialmente en colonias oficiales y barrios tradicionales que organizan los festejos religiosos
Colonias: Centro, Bugambilias.
Barrios: La Cruz, del Puente, El Ranero,
En 2013, algunas calles fueron nombradas en honor a fundadores del ejido como Leopoldo Sahagún Michel, Guadalupe Padilla, Herminio Ochoa, Hipólito Castañeda y Felipe Barboza. Estas nuevas vialidades se localizan en la colonia del callejón hacia el Río Cuixmala.

### Parques y Jardines

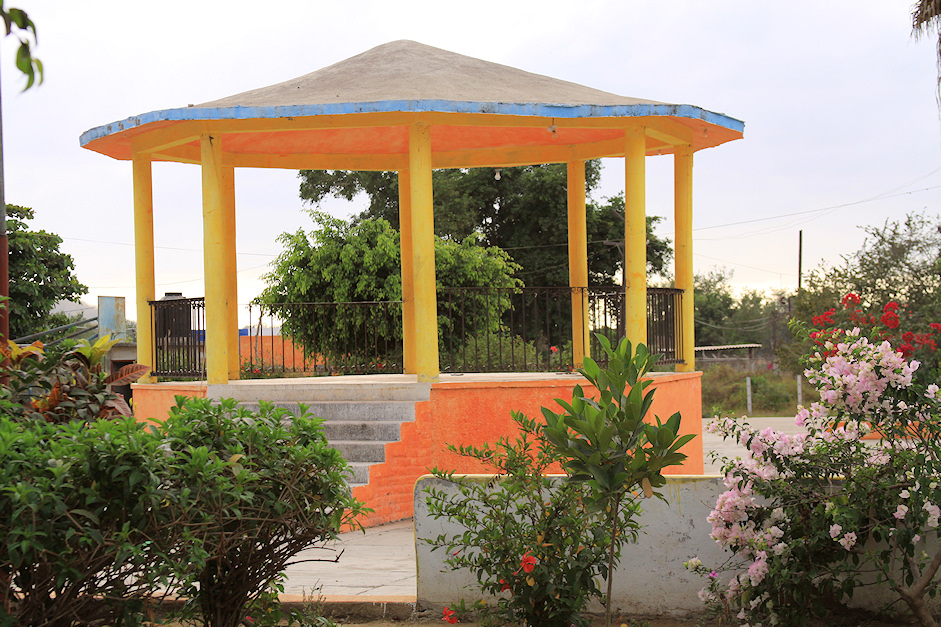
Kiosco del Jardín de E. Zapata

El Jardín Principal es el centro de reunión popular en la mayoría de los festejos, Al lado del jardín se encuentra la cancha de voleibol.

## Sociedad

### Medios de Comunicación
Emiliano Zapata cuenta con una amplia gama de medios de comunicación, que incluyen correo postal, telefonía fija, telefonía móvil, internet, televisión y radio.
- Correo postal

El código postal de la comunidad es 48892, y la oficina central de correos está ubicada en San Patricio.
- Telefonía fija

El único proveedor de telefonía fija en Emiliano Zapata es Telmex. El código de área es 315, y el servicio está disponible en toda la comunidad.
- Telefonía móvil

La compañía Telcel ofrece cobertura celular en Emiliano Zapata y sus alrededores.
- Internet

Existen varios proveederes de internet en Emiliano Zapata: el servicio de banda ancha ADSL de Telmex, denominado Infinitum,  telefonía móvil Telcel, vía satelital como Starlink, y a través de la compañía local de cable.
- Televisión

La comunidad cuenta con un sistema de televisión por cable local llamado TVCOM, que ofrece servicio a Emiliano Zapata, Francisco Villa y otras poblaciones. Además, es posible contratar los sistemas de televisión satelital Sky, Dish y VeTV.
- Radio

Se pueden sintonizar dos frecuencias de radio en Emiliano Zapata: 92.9 FM Radio Turqueza, de Manzanillo, Colima, y 90.9 FM XHANV Fiesta Mexicana, de Autlán de Navarro, Jalisco.